# Lavinekatastrofen i Galtür
Lavinekatastrofen i Galtür er den værste lavineulykke de seneste 40 år. 31 mennesker blev dræbt, da en lavine ramte den lille østigske by Galtür, der ligger tæt ved Ischgl i Tyrol. Ulykken fandt sted den 23. februar 1999 kl 16.01.
En kombination af kraftig snefald, koldt vejr og en nordvestenvind, der pakkede sneen, fik en lavine til at vælte ned over byen med 290 km/t. Lavinen havde en højde ca. 100 meter og indeholdt op mod 200.000 tons sne. På 50 sekunder nåede den byen, ødelagde syv bygninger og begravede 57 mennesker. En storstilet redningsaktion blev iværksat, og det lykkedes at grave 26 personer fri. I alt blev flere tusinde mennesker evakueret fra Paznan-dalen, hvor Galtür ligger.
Lavinen i Galtür er siden blevet studeret nøje for at lære mere om laviner, og byen er i dag ekstra sikret med en 345 meter lang og 19 meter høj mur ved byen samt hegn oppe i bjergene, der skal sikre, at laviner kun at udløses i mindre skala.
46°58′05″N 10°11′15″Ø / 46.9681°N 10.1875°Ø